# Élections législatives de 2007 en Bourgogne
 (juin 2017).
Cet article traite des élections législatives de 2007 en Bourgogne.

## 21:Côte-d'Or
La Côte-d'Or a une tradition plutôt à droite. Le président du conseil général, depuis 1994, est issu de l'UMP et avant cela du RPR. Si Dijon est dirigée depuis 2001 par une majorité de gauche et par le socialiste François Rebsamen, il s'agissait de l'ancien fief du gaulliste Robert Poujade, qui a été maire de 1971 à 2001, et avant cela du chanoine Kir. Et les deux sous-préfectures, Beaune et Montbard, sont également à droite. Ainsi, sur les 5 sortants, il y a 4 députés de droite (1re, 2e et 5e circonscriptions à l'UMP, 4e à l'UDF-Majorité présidentielle) et 1 seule au PS (3e circonscriptions). Et les trois sénateurs sont tous UMP. Dans ce département, Nicolas Sarkozy a obtenu le score assez large de 56 % au second tour de la présidentielle contre 44 % à Ségolène Royal, et avait obtenu au 1er tour 32 %.

### 1recirconscription- (Dijonouest)
Depuis sa création en 1988, cette circonscription a toujours été détenue par la droite - (Robert Poujade jusqu'en 2002). Et, auparavant, la circonscription précédente et qui correspondait déjà à cette partie de Dijon ne fut représentée par un député de gauche que de 1981 à 1986, tous les autres députés depuis 1958 étant de droite (Félix Kir, qui le fut déjà mais élu à la proportionnelle de 1945 à 1958, de 1958 à 1968, Robert Poujade de 1968 à 1973 et de 1978 à 1981 puis René Blas de 1973 à 1978). Sur les 4 cantons de la circonscription, trois ont des conseillers généraux UMP, seul le canton de Dijon-5, détenu par l'actuel maire de Dijon François Rebsamen, étant à gauche. Enfin, Nicolas Sarkozy y est arrivé assez largement en tête lors de l'élection présidentielle : 35,67 % au 1er tour et 56,42 % au second. Toutefois, en 2002, l'actuel député, Bernard Depierre était arrivé second au 1er tour avec 35,3 % des voix derrière le candidat socialiste François Rebsamen et ses 36,7 %, avant de finalement l'emporter sur le maire de Dijon avec 52,7 % des suffrages au second tour. 
| Nom du candidat           | Parti                                                     | Résultats 1er tour | Résultats 1er tour | Résultats 2e tour | Résultats 2e tour |
| Nom du candidat           | Parti                                                     | Voix               | %                  | Voix              | %                 |
| ------------------------- | --------------------------------------------------------- | ------------------ | ------------------ | ----------------- | ----------------- |
| Bernard Depierre, sortant | (UMP)                                                     |                    |                    |                   |                   |
| Françoise Tenenbaum       | (PS)                                                      |                    |                    |                   |                   |
| Dominique Grimpret        | (UDF-Mouvement démocrate)                                 |                    |                    |                   |                   |
| Annie Robert              | (FN)                                                      |                    |                    |                   |                   |
| Najate Haie               | Solidarités 21, soutenue par le Parti communiste français |                    |                    |                   |                   |
| Caroline Vigneron         | (Ligue communiste révolutionnaire)                        |                    |                    |                   |                   |
| Philippe Hervieu          | (Verts)                                                   |                    |                    |                   |                   |
| Christian Coste           | (Lutte ouvrière)                                          |                    |                    |                   |                   |
| Christiane Esteve         | (La France en action)                                     |                    |                    |                   |                   |
| Richard Vuillien          | (Mouvement pour la France)                                |                    |                    |                   |                   |
| Sylvie Blandin            | (Mouvement écologiste indépendant)                        |                    |                    |                   |                   |
| Marie-Paule Gros          | (Mouvement national républicain)                          |                    |                    |                   |                   |

### 2ecirconscription- (Dijonest -Auxonne)
Depuis sa création en 1988, cette circonscription a toujours été représentée par un député du RPR puis de l'UMP - (Louis de Froissard de Broissia puis Jean-Marc Nudant). Et la circonscription correspondant à peu près au même découpage, a sans cesse été représentée depuis l'adoption du scrutin uninominal actuel en 1958 par un député de droite, à l'exception de 1981 à 1986. Sur les 7 cantons, seuls 2 sont représentés par des conseillers généraux de gauches (un divers gauche dans le canton d'Auxonne et une socialiste dans le canton de Dijon-3). Nicolas Sarkozy y a fait aussi un très bon score lors de la présidentielle, avec 33,23 % au 1er tour et 56,08 % au second, contre seulement 24,77 % puis 43,92 % pour Ségolène Royal. Le sortant, Jean-Marc Nudant, de l'UMP, avait fait été élu au second tour en 2002 avec 42,7 % au premier tour puis 56,8 % au second tour face à son adversaire socialiste Colette Popard. 
| Nom du candidat                                                                       | Parti                              | Résultats 1er tour | Résultats 1er tour | Résultats 2e tour | Résultats 2e tour |
| Nom du candidat                                                                       | Parti                              | Voix               | %                  | Voix              | %                 |
| ------------------------------------------------------------------------------------- | ---------------------------------- | ------------------ | ------------------ | ----------------- | ----------------- |
| Rémi Delatte, suppléant du député sortant Jean-Marc Nudant qui ne se représente pas   | (UMP)                              |                    |                    |                   |                   |
| Colette Popard, conseillère générale du canton de Dijon-3, adjointe au maire de Dijon | (PS)                               |                    |                    |                   |                   |
| François Trouwborst                                                                   | (UDF-Mouvement démocrate)          |                    |                    |                   |                   |
| Brigitte Gomez-Flammant                                                               | (FN)                               |                    |                    |                   |                   |
| Nelly Goby                                                                            | (PCF)                              |                    |                    |                   |                   |
| Catherine Hervieu-Durnerin                                                            | (Verts)                            |                    |                    |                   |                   |
| Christophe Cailleaux                                                                  | (Ligue communiste révolutionnaire) |                    |                    |                   |                   |
| Jacqueline Lambert                                                                    | (Lutte ouvrière)                   |                    |                    |                   |                   |
| Gérard Pierre                                                                         | (Mouvement républicain et citoyen) |                    |                    |                   |                   |
| Corinne Bathelier                                                                     | (Mouvement pour la France)         |                    |                    |                   |                   |
| Marie-Claude Vieuchange                                                               | (La France en action)              |                    |                    |                   |                   |
| Roger Carteron                                                                        | (Mouvement national républicain)   |                    |                    |                   |                   |
| Corinne Da Silva                                                                      | (Génération écologie)              |                    |                    |                   |                   |

### 3ecirconscription- (Dijon-Chenôve)
Elle est généralement plus disputée que les autres circonscriptions dijonnaises, et légèrement plus ancrée à gauche. C'est ainsi la seule circonscription du département où le sortant est un socialiste, en l'occurrence Claude Darciaux, qui l'avait emporté en 2002 avec moins de 500 voix d'avance sur son adversaire de droite Lucien Brenot au second tour (50,7 % contre 49,3 %). Depuis sa création en 1988 à partir d'éléments de la 1re circonscription essentiellement, elle n'a été représentée par un député de droite (du CNI) qu'à la suite de la « vague bleue » de 1993 à 1997. De plus, les quatre cantons qui constituent cette circonscription sont représentés par des conseillers généraux de gauche (3 socialistes et 1 radical de gauche). Toutefois, lors de la présidentielle d'avril-mai 2007, Nicolas Sarkozy est arrivé en tête, mais avec une plus faible marge qu'au niveau national et que dans le reste du département, avec 29,1 % des suffrages) au premier tour (soit un peu moins de 450 voix d'avances alors sur Ségolène Royal qui le talonnait avec 28,4 % des voix) et 51,5 % contre 48,5 % au second tour. 
| Nom du candidat                                                   | Parti                              | Résultats 1er tour | Résultats 1er tour | Résultats 2e tour | Résultats 2e tour |
| Nom du candidat                                                   | Parti                              | Voix               | %                  | Voix              | %                 |
| ----------------------------------------------------------------- | ---------------------------------- | ------------------ | ------------------ | ----------------- | ----------------- |
| Claude Darciaux, sortante                                         | (PS)                               |                    |                    |                   |                   |
| Anne Marie Beaudouvi, adjointe au maire de Chevigny-Saint-Sauveur | (UMP)                              |                    |                    |                   |                   |
| François Deseille                                                 | (UDF-Mouvement démocrate)          |                    |                    |                   |                   |
| Rémy Boursot                                                      | (FN)                               |                    |                    |                   |                   |
| Isabelle de Almeida                                               | (PCF)                              |                    |                    |                   |                   |
| Stéphanie Modde                                                   | (Verts)                            |                    |                    |                   |                   |
| Danièle Patinet                                                   | (Ligue communiste révolutionnaire) |                    |                    |                   |                   |
| Claire Rocher                                                     | (Lutte ouvrière)                   |                    |                    |                   |                   |
| Jean-François Bathelier                                           | (Mouvement pour la France)         |                    |                    |                   |                   |
| Jacques Bonnot                                                    | (Parti des travailleurs)           |                    |                    |                   |                   |
| Jean-Marc Mulenet                                                 | (La France en action)              |                    |                    |                   |                   |
| Gabriel Michea                                                    | (Mouvement national républicain)   |                    |                    |                   |                   |
| Khadidja Benhadji                                                 | Parti Rachid Nekkaz                |                    |                    |                   |                   |
| Nouna Southiphone                                                 | (Mouvement écologiste indépendant) |                    |                    |                   |                   |
| Pascal Moriou                                                     | (Debout la République)             |                    |                    |                   |                   |

### 4ecirconscription- (Montbard)
C'est le fief électoral de François Sauvadet, un élu de l'UDF, membre initialement de Démocratie libérale qui avait refusé de faire sécession du parti centriste en 1998, et qui a apporté son soutien entre les deux tours de la présidentielle de 2007 à Nicolas Sarkozy. Il a été réélu au 1er tour en 2002 avec 50,1 % des suffrages face à celui qui sera encore son adversaire lors de ce scrutin, le radical de gauche Patrick Molinoz. C'est, la circonscription correspondante avant 1988, est traditionnellement détenue par le centre-droite, à savoir successivement par les Républicains indépendants, puis de la mouvance libérale - (Parti républicain puis Démocratie libérale) au sein de l'Union pour la démocratie française (Marcel Roclore de 1945 à 1958 à la proportionnelle et de 1958 à 1962 dans la cette circonscription et Gilbert Mathieu de 1968 à 1993). La gauche ne l'a détenu que de 1962 à 1968 par un député de tendance radicale de gauche. Les résultats de l'élection présidentielle dans cette circonscription montrent bien cette tendance « centriste ». Si Nicolas Sarkozy et Ségolène Royal y sont également arrivés en tête, leurs résultats respectifs sont bien inférieurs à la moyenne nationale et départementale (29,4 % pour le candidat de la droite et 21,7 % pour la candidate socialiste). En revanche, François Bayrou y réalise un assez bon score, supérieur à sa moyenne nationale, avec 20,45 % des suffrages, et talonne ainsi Ségolène Royal (et moins de 750 voix d'écart). Au deuxième tour par contre Nicolas Sarkozy l'a largement emporté sur Ségolène Royal dans cette circonscription, avec 56,8 % des voix contre 43,2 %. 
| Nom du candidat                                                                                      | Parti                                                  | Résultats 1er tour | Résultats 1er tour | Résultats 2e tour | Résultats 2e tour |
| Nom du candidat                                                                                      | Parti                                                  | Voix               | %                  | Voix              | %                 |
| --- | ------------------------------------------------------ | ------------------ | ------------------ | ----------------- | ----------------- |
| François Sauvadet, ancien UDF / Majorité Présidentielle), sortant, vice-président du conseil général | (PSLE                                                  |                    |                    |                   |                   |
| Patrick Molinoz, maire Venarey-Les Laumes                                                            | (Parti radical de gauche / Rassemblement de la gauche) |                    |                    |                   |                   |
| Annie Lacombe                                                                                        | (FN)                                                   |                    |                    |                   |                   |
| Jean-Yves Robe                                                                                       | (Gauche antilibérale-PCF)                              |                    |                    |                   |                   |
| Jean-Pierre Duplus                                                                                   | (Verts)                                                |                    |                    |                   |                   |
| Marie Saucourt                                                                                       | (Ligue communiste révolutionnaire)                     |                    |                    |                   |                   |
| Michel Denizot                                                                                       | (Lutte ouvrière)                                       |                    |                    |                   |                   |
| Laura Sabatier                                                                                       | (Mouvement pour la France)                             |                    |                    |                   |                   |
| Jean-Claude Vanier                                                                                   | (Parti des travailleurs)                               |                    |                    |                   |                   |
| Fabienne Gerard                                                                                      | (Mouvement national républicain)                       |                    |                    |                   |                   |
| Richard Baudelin                                                                                     | (Mouvement écologiste indépendant)                     |                    |                    |                   |                   |
| Véronique Thyebault                                                                                  | (Debout la République)                                 |                    |                    |                   |                   |
| François Laurier                                                                                     | (CNI)                                                  |                    |                    |                   |                   |
| Louis Mangin                                                                                         | (Alternative libérale)                                 |                    |                    |                   |                   |
| Nicole Essayan                                                                                       | (La France en action)                                  |                    |                    |                   |                   |

### 5ecirconscription- (Beaune)
Cette circonscription a été celle du département la plus marquée par l'alternance depuis sa création en 1988. Elle voit s'opposer ainsi depuis sa création en 1988 Alain Suguenot, l'actuel député sortant UMP et ancien RPR (député de 1993 à 1997 puis depuis 2002), à François Patriat (l'actuel président socialiste de la Région Bourgogne depuis 2004, les législatives de 2007 sont les premières auxquelles il ne participera pas depuis 1981, a été député de cette circonscription de 1988 à 1993 et de 1997 à 2002). Et en 2002, Alain Suguenot fut élu avec une faible avance au second tour, avec 51,2 % des suffrages contre 48,8 % à François Patriat. Sinon, la circonscription correspondant à celle-ci avant 1988 eut déjà pour député François Patriat de 1981 à 1986 et François Patriat fut également député de 1986 à 1988 mais cette fois ci élu au scrutin proportionnel de liste. Auparavant, cette circonscription passa du centre-droit républicain indépendant (Albert Lalle à la proportionnelle de 1946 à 1958 devient député de cette circonscription de 1958 à 1967) puis gaulliste (de 1968 à 1981)(Jean-Philippe Lecat) avec deux intermèdes socialistes (Pierre Charles) de 1967 à 1968 et de 1974 à 1978, cette dernière fois après une élection partielle. 
| Nom du candidat           | Parti                                                                 | Résultats 1er tour | Résultats 1er tour | Résultats 2e tour | Résultats 2e tour |
| Nom du candidat           | Parti                                                                 | Voix               | %                  | Voix              | %                 |
| ------------------------- | --------------------------------------------------------------------- | ------------------ | ------------------ | ----------------- | ----------------- |
| Alain Suguenot, sortant   | (UMP)                                                                 |                    |                    |                   |                   |
| Jean-Claude Robert        | (Parti socialiste)                                                    |                    |                    |                   |                   |
| Sophie Velfaure           | (UDF-Mouvement démocrate)                                             |                    |                    |                   |                   |
| Pierre Jaboulet-Vercherre | (FN)                                                                  |                    |                    |                   |                   |
| Jean-Claude Salomon       | (PCF)                                                                 |                    |                    |                   |                   |
| Françoise Petet           | (Lutte ouvrière)                                                      |                    |                    |                   |                   |
| Christine Durnerin        | (Verts)                                                               |                    |                    |                   |                   |
| Yves Hollinger            | (Ligue communiste révolutionnaire)                                    |                    |                    |                   |                   |
| Philippe Gervaud          | (Mouvement pour la France)                                            |                    |                    |                   |                   |
| 'Jérôme Joussen           | (« Le Trèfle - les Nouveaux Ecologistes - Homme - Nature - Animaux ») |                    |                    |                   |                   |
| Roland Essayan            | (La France en action)                                                 |                    |                    |                   |                   |
| Roger Saunois             | (Mouvement national républicain)                                      |                    |                    |                   |                   |

## 58:Nièvre
Contrairement à la Côte-d'Or, c'est un département traditionnellement à gauche. C'est là que François Mitterrand fit sa carrière politique locale (en tant que député de la Nièvre de 1946 à 1958 puis de la 3e circonscription de ce département de 1962 à son élection à la présidence en 1981, il fut également sénateur de ce département de 1959 à 1962, maire de Château-Chinon de 1959 à 1981 et président du conseil général de la Nièvre de 1964 à 1981). C'est dans ce département également, à Nevers, que Pierre Bérégovoy s'est implanté politiquement (il fut maire de Nevers de 1983 à sa nomination comme ministre d'État chargé de l'Économie et des Finances dans le gouvernement Rocard en 1988 puis de nouveau de sa démission du poste de Premier ministre en mars 1993 à son décès en mai de la même année, il a aussi été conseiller général pour l'un des cantons de Nevers de 1985 à 1993 et député de la Nièvre de 1986 à 1988, réélu en 1988 dans la 1re circonscription mais ne siégeant pas étant nommé au gouvernement et de nouveau de mars à mai 1993). Pierre Bérégovoy avait succédé en 1983 à la mairie de Nevers à un socialiste qui était en place depuis 1971 (ainsi que député depuis 1967). Et tous les présidents du conseil général depuis 1981 et donc depuis François Mitterrand ont également été socialistes. Actuellement, les trois députés et les deux sénateurs du département appartiennent au PS. Enfin, lors de la présidentielle, Ségolène Royal a obtenu 29,35 % au 1er tour devant les 26,3 % de Nicolas Sarkozy et les 15,4 % de François Bayrou, et l'a emporté au second tour avec 52,9 % contre 47,1 % pour Nicolas Sarkozy.

### 1recirconscription- (Nevers)
Cette circonscription est l'ancien fief de Pierre Bérégovoy. Tous les députés depuis 1967 ont été socialistes. De 1958 à 1967 fut député le gaulliste Marius Durbet, ancien maire de Nevers, qui avait déjà été député (à la proportionnelle) de 1946 à 1955. Sur les 8 cantons de la circonscription, 2 sont détenues par la droite (Daniel Rostein, d'ailleurs candidat UMP aux législatives, dans le canton de Nevers-Centre et un divers droite dans le canton de Saint-Pierre-le-Moûtier), les 4 autres étant tous socialistes, dont le président du conseil général Marcel Charmant dans le canton de Nevers-Est. Lors du scrutin présidentiel d'avril-mai 2007, Ségolène Royal a obtenu 32 % au 1er tour (33,5 % à Nevers) contre 27 % à Nicolas Sarkozy puis 55,1 % au second tour (54,8 % à Nevers).  
| Nom du candidat | Parti                      | Résultats 1er tour | Résultats 1er tour | Résultats 2e tour | Résultats 2e tour |
| Nom du candidat | Parti                      | Voix               | %                  | Voix              | %                 |
| --- | -------------------------- | ------------------ | ------------------ | ----------------- | ----------------- |
| Martine Carrillon-Couvreur, sortante | (PS)                       |                    |                    |                   |                   |
| 'Daniel Rostein, conseiller général pour le canton de Nevers-Centre, déjà candidat en 2002, longtemps chef de l'opposition municipal de Nevers jusqu'en 2001, ancien RPF) | (UMP                       |                    |                    |                   |                   |
| Martine Mazoyer | (UDF-Mouvement démocrate)  |                    |                    |                   |                   |
| Jean-Yves Demortière | (Verts)                    |                    |                    |                   |                   |
| Isabelle Guimbellot | (Mouvement pour la France) |                    |                    |                   |                   |
| André Bouis | (Parti des travailleurs)   |                    |                    |                   |                   |

### 2ecirconscription- (Cosne-Cours-sur-Loire)
Là aussi il s'agit d'une circonscription traditionnellement à gauche. Elle n'a été représentée par un député de droite depuis 1958 que lors de trois législatures sur douze : par un gaulliste de 1958 à 1962 puis de 1968 à 1973 et centriste de 1993 à 1997. L'actuel député sortant est candidat pour un troisième mandat. Il a été réélu en 2002 au 2e tour avec une considérable avance, avec 56 % des voix contre 44 % à son adversaire de droite de l'époque Monique Cousin. Sur les 11 cantons de la circonscription, 4 sont détenues par la droite (2 UMP et 2 divers droite) et 7 par la gauche (6 PS et 1 PCF), ce qui montre que la circonscription n'est pas totalement imprenable pour la droite même si l'écart persiste. Au 1er tour de la présidentielle, Ségolène Royal y a fait son plus mauvais score du département tout en arrivant en tête avec 27,3 % des suffrages avec une légère avance sur Nicolas Sarkozy (25,5 % des voix, soit environ 870 bulletins d'écart). Au second tour en revanche Ségolène Royal améliore son avance avec 52,5 % des suffrages contre 47,5 % à Nicolas Sarkozy. Également, comparativement à leurs résultats nationaux, Olivier Besancenot (5,4 %) et Marie-George Buffet (4,2 %) ont obtenu de bons scores dans cette circonscription.
| Nom du candidat   | Parti                      | Résultats 1er tour | Résultats 1er tour | Résultats 2e tour | Résultats 2e tour |
| Nom du candidat   | Parti                      | Voix               | %                  | Voix              | %                 |
| ----------------- | -------------------------- | ------------------ | ------------------ | ----------------- | ----------------- |
| Gaëtan Gorce      | (Parti socialiste) sortant |                    |                    |                   |                   |
| Annie Legrain     | (UMP)                      |                    |                    |                   |                   |
| Isabelle Bonnicel | (UDF-Mouvement démocrate)  |                    |                    |                   |                   |
| Wilfrid Séjeau    | (Verts)                    |                    |                    |                   |                   |
| Alexis Richert    | (Mouvement pour la France) |                    |                    |                   |                   |

### 3ecirconscription- (Clamecy)
Ancienne circonscription de François Mitterrand, elle n'a eu depuis 1958 que deux députés de droite : un CNI de 1958 à 1962 puis un RPR de 1993 à 1997. Le sortant, Christian Paul, ancien ministre de l'Outre-mer du gouvernement Jospin, a été réélu en 2002 en obtenant tout d'abord 42,9 % des voix au 1er tour et 56,5 % au secont tour face à son adversaire UMP Brigitte Freytag qui se présente à nouveau cette année. Sur les 14 cantons constituant la circonscription, 11 sont socialistes et seulement 3 de droite (1 UMP et 2 divers droite). Et à la présidentielle, Ségolène Royal est arrivé en tête dès le 1er tour, avec 29 % suivi par les 27,7 % de Nicolas Sarkozy, et a emporté 51,2 % au second tour. 
| Nom du candidat         | Parti                      | Résultats 1er tour | Résultats 1er tour | Résultats 2e tour | Résultats 2e tour |
| Nom du candidat         | Parti                      | Voix               | %                  | Voix              | %                 |
| ----------------------- | -------------------------- | ------------------ | ------------------ | ----------------- | ----------------- |
| Christian Paul, sortant | (PS)                       |                    |                    |                   |                   |
| Brigitte Freytag        | (UMP)                      |                    |                    |                   |                   |
| Martine Garnier-Lorette | (UDF-Mouvement démocrate)  |                    |                    |                   |                   |
| Bernadette Orphelin     | (Verts)                    |                    |                    |                   |                   |
| Henriette Frebault      | (Mouvement pour la France) |                    |                    |                   |                   |

## 71:Saône-et-Loire

### 1recirconscription- (Mâcon)
| Nom du candidat        | Parti                              | Résultats 1er tour | Résultats 1er tour | Résultats 2e tour | Résultats 2e tour |
| Nom du candidat        | Parti                              | Voix               | %                  | Voix              | %                 |
| ---------------------- | ---------------------------------- | ------------------ | ------------------ | ----------------- | ----------------- |
| Gérard Voisin, sortant | (UMP)                              |                    |                    |                   |                   |
| Nicole Eschmann        | (PS)                               |                    |                    |                   |                   |
| Christophe Juvanon     | (UDF-Mouvement démocrate)          |                    |                    |                   |                   |
| Christophe Besset      | (FN)                               |                    |                    |                   |                   |
| Olivier Taviot         | (PCF)                              |                    |                    |                   |                   |
| Jean-Michel Peyraud    | (Verts)                            |                    |                    |                   |                   |
| Jean-François Jezequel | (LCR)                              |                    |                    |                   |                   |
| Marie-Odile Demangelle | (Lutte ouvrière)                   |                    |                    |                   |                   |
| Georges Arthaud        | (Mouvement pour la France)         |                    |                    |                   |                   |
| Gilbert Froidevaux     | (Mouvement écologiste indépendant) |                    |                    |                   |                   |
| Mauricette Venet       | sans étiquette                     |                    |                    |                   |                   |

### 2ecirconscription- (Charolais:Charolles)
L'histoire, en Charolais, semble un éternel recommencement. En 1988, Jean-Marc Nesme avait mis fin à 22 années de radical-socialisme incarné par Paul Duraffour. En 1997, Jacques Rebillard (Parti radical de gauche), lui reprenait le fauteuil de député, avant de s'incliner en 2002, battu de 71 voix ! Nesme-Rebillard, Rebillard-Nesme : la confrontation n'a rien d'inédit. Mais dans cette circonscription qui accorde sa confiance alternativement à l'un et à l'autre, la configuration de 2007 n'est pas celle des années précédentes. 
Le Charolais se signale en effet en détenant le record du nombre de candidats (13), certains d'entre eux ayant de solides arguments à faire valoir. C'est le cas du docteur André Chassort, président départemental de l'UDF-Mouvement Démocrate (MoDem) de François Bayrou. Bien implanté dans le Brionnais, le docteur Chassort, ancien maire de la Clayette, essaiera de retrouver les 20 % de voix qui s'étaient portées sur le candidat centriste au premier tour de la présidentielle. La tâche apparaît ardue, dans le contexte de l'«ouverture » réalisée par Nicolas Sarkozy. Est-elle pour autant insurmontable ? André Chassort visera la triangulaire, car, farouche partisan d'un centre indépendant, on l'imagine mal se désister s'il était en position de se maintenir.
Alain Bailly, maire et conseiller général de Gueugnon, (ex-PS), a sans doute des ambitions identiques. Mais il apparaît, a priori, moins bien armé qu'André Chassort, en raison notamment de sa « faiblesse » dans les cantons du Brionnais.
On le voit, les deux principaux candidats ont une épine dans le pied. Il est en effet plus que probable que le président départemental du MoDem prendra des voix au sortant Jean-Marc Nesme (et sans doute aussi à Jacques Rebillard) et que le candidat PS-PRG sera plus ou moins gêné par la présence d'un dissident de gauche chassant sur ses terres. Pourtant chacun d'eux conserve dans sa manche des atouts maîtres. Jean-Marc Nesme est le député en place, maire de la première ville (Paray-le-Monial) de la circonscription. Il fera valoir son bilan, et tentera de surfer sur une éventuelle « vague bleue ». Le résultat de Nicolas Sarkozy (54,64 % au deuxième tour) est également de nature à lui donner confiance. Jacques Rebillard affiche lui aussi un bilan. Vice-président du Conseil régional et du Conseil général, il n'a jamais cessé de s'impliquer sur le terrain après sa courte défaite de 2002. 
La confrontation entre les deux rivaux promet donc, cette année encore, d'être passionnante. Chacun conserve, d'ailleurs, ses bastions. A Jean-Marc Nesme les cantons de Charolles, Chauffailles, La Clayette, Semur-en-Brionnais et Saint-Bonnet-de-Joux,traditionnellement très marqués à droite. A Jacques Rebillard les fiefs de gauche de Bourbon-Lancy, Gueugnon et Digoin. Dans le canton de Paray, Nicolas Sarkozy est arrivé largement en tête le 6 mai dernier, mais l'opposition n'est pas inexistante. Quant à Marcigny, qui a aussi accordé sa confiance au nouveau président de la République, il a. Jacques Rebillard pour conseiller général.
La voie à la droite de la Droite apparaît aussi très encombrée, avec Bernard Jomain (MPF), 1er adjoint au maire de Chauffailles, qui pourrait mordre sur l'électorat du Front National dont la représentante, Nicole Pellenard, affiche un déficit de notoriété, et un candidat du MNR de Bruno Megret (Alain Lagoutte). Le PCF, avec son représentant habituel (Hubert Louis), les Verts (Nathalie Charvy), la LCR (Marie-Hélène Plard) et LO (Jacqueline Lelong) sont également dans la course, ainsi que le MRC (Grégory Baudoin) de Jean-Pierre Chevènement et une « sans étiquette »
| Nom du candidat | Parti                                                  | Résultats 1er tour | Résultats 1er tour | Résultats 2e tour | Résultats 2e tour |
| Nom du candidat | Parti                                                  | Voix               | %                  | Voix              | %                 |
| --- | ------------------------------------------------------ | ------------------ | ------------------ | ----------------- | ----------------- |
| Jean-Marc Nesme, député sortant, maire de Paray-le-Monial | (UMP)                                                  |                    |                    |                   |                   |
| Jacques Rebillard, 53 ans, vice-président conseiller régional de Bourgogne et du conseil général de Saône-et-Loire et conseiller général du canton de Marcigny | (Parti radical de gauche / Rassemblement de la gauche) |                    |                    |                   |                   |
| André Chassort, président départemental du Mouvement démocrate, basé à La Clayette                                                                             | (UDF-Mouvement démocrate)                              |                    |                    |                   |                   |
| Louis Hubert, adjoint au maire de Bourbon-Lancy | (PCF)                                                  |                    |                    |                   |                   |
| Nicole Pellenard | (FN)                                                   |                    |                    |                   |                   |
| Nathalie Charvy | (Verts)                                                |                    |                    |                   |                   |
| Marie-Hélène Plard | (Ligue communiste révolutionnaire)                     |                    |                    |                   |                   |
| Jacqueline Lelong | (Lutte ouvrière)                                       |                    |                    |                   |                   |
| Grégory Baudouin | (Mouvement républicain et citoyen)                     |                    |                    |                   |                   |
| Bernard Jomain, 1er adjoint au maire de Chauffailles | (Mouvement pour la France)                             |                    |                    |                   |                   |
| Alain Lagoutte | (Mouvement national républicain)                       |                    |                    |                   |                   |
| Alain Bailly, maire de Gueugnon et conseiller général du canton de Gueugnon                                                                                    | Divers gauche                                          |                    |                    |                   |                   |
| Christiane Bachaud | sans étiquette                                         |                    |                    |                   |                   |

### 3ecirconscription- (Le Creusot-Autun)
Cette 3e circonscription est une circonscription bicéphale avec deux pôles urbains importants Le Creusot-Autun et un secteur rural relativement important.
L'histoire de cette terre montre quand même qu'elle a des racines radicales. C'est ce qui explique sans doute que depuis 1958, elle a eu plus de députés de gauche que de droite. Mais les dernières élections semblent montrer une variation de cette tendance. Cette circonscription aura vu en effet se succéder de 1958 jusqu'en 1986 (cinq circonscriptions pendant cette période), quatre députés : le docteur Garnier, maire du Creusot de 1958 à 1962 sous l'étiquette UNR (Union pour la Nouvelle République) ; le conseiller général et maire d'Étang-sur-Arroux Gabriel Bouthière, radical socialiste de 1962 à 1968 ; Henri Lacagne, maire du Creusot de 1968 à 1978 sous la bannière UDR, Union pour la Défense de la République, mouvement créé après 1968 puis André Billardon (P.S) de 1978 à 1986 avec entre une dissolution de l'Assemblée (1981). Toutefois depuis 1986, année marquée - après un bref passage à la représentation proportionnelle -, du scrutin majoritaire avec six circonscriptions sur le département donc six députés (découpage Pasqua), deux hommes seulement vont occuper le poste de député : le socialiste André Billardon (1986 à 1988, 1988 à 1993, 1997 à 2002) et Jean-Paul Anciaux de 1993 à 1997 (alors RPR), puis de 2002 à 2007 (UMP).
Autun - Le Creusot est une circonscription sensible aux mouvements de balanciers de la politique nationale. Pour preuve, en 1968, Gabriel Bouthière qui avait été réélu sans problème en 1967, un an après, avec les évènements de 68, est battu. De même, les élections d'André Billardon correspondent à la montée en puissance du Parti socialiste qui allait prendre la présidence de la République en 1981 (élection de F. Mitterrand). A contrario, l'élection de Jean-Paul Anciaux en 1993 correspond à un désaveu du PS sans doute usé par 12 ans de pouvoir. La suite le confirme également. Ensuite, avec la dissolution de l'Assemblée en 1997, la circonscription est revenue à gauche avant de repasser à droite en 2002 avec l'élection de Jacques Chirac.
| Nom du candidat            | Parti                              | Résultats 1er tour | Résultats 1er tour | Résultats 2e tour | Résultats 2e tour |
| Nom du candidat            | Parti                              | Voix               | %                  | Voix              | %                 |
| -------------------------- | ---------------------------------- | ------------------ | ------------------ | ----------------- | ----------------- |
| Jean-Paul Anciaux, sortant | (UMP)                              |                    |                    |                   |                   |
| Evelyne Couillerot         | (PS)                               |                    |                    |                   |                   |
| Hugues de Noiron           | (UDF-Mouvement démocrate)          |                    |                    |                   |                   |
| Michel Launay              | (FN)                               |                    |                    |                   |                   |
| Geneviève Girault          | (Verts)                            |                    |                    |                   |                   |
| Maurice Brochot            | (Ligue communiste révolutionnaire) |                    |                    |                   |                   |
| Simone Coste               | (Lutte ouvrière)                   |                    |                    |                   |                   |
| Nicole Vlahovic            | (Mouvement pour la France)         |                    |                    |                   |                   |
| Alain Davanture            | (Parti des travailleurs)           |                    |                    |                   |                   |
| Marie-Christine Mataresse  | (Mouvement national républicain)   |                    |                    |                   |                   |
| Jacqueline Bechet          | sans étiquette                     |                    |                    |                   |                   |

### 4ecirconscription- (Montceau-les-Mines)
La 4e circonscription est la seule du département à avoir donné la majorité à Ségolène Royal : 50,34 % pour la candidate socialiste qui devance de 431 voix le président Sarkozy. Soit là un résultat réconfortant pour le député sortant, Didier Mathus (PS). Mais son adversaire, Marie-Claude Jarrot (UMP) surfant sur la vague présidentielle est plus que jamais dans la course. A coup sûr, un deuxième tour est attendu, vraisemblablement assorti d'un faible écart de voix.
Un deuxième tour à deux ou à trois ? Car si l'on se réfère aux résultats du premier tour de la présidentielle, M. Bayrou avait franchi la qualification des 12,5 % des inscrits. Le représentant local de l'UDF mouvement démocrate, M. le Dr Fabrice Prudhon, bénéficiera-t-il de la même aubaine ? L'éventualité est permise.
Les sept autres compétiteurs engagés ne peuvent quant à eux pas prétendre jouer dans cette « cour des grands » ; pas même le FN (représenté par M. Christian Launay, conseiller régional) qui avec 11,64 % a fait un point supplémentaire par rapport au niveau national. Les scrutins locaux lui réussissant davantage, le PCF peut, par la présence de M. Tramoy, espérer se refaire « une petite santé ». Quid encore du score du candidat LCR (M. Besancenot ayant dépassé les 5 %) ?
Autre inconnue, une démobilisation éventuelle des électeurs après la forte participation des scrutins d'avril et mai dernier.
| Nom du candidat                                            | Parti                              | Résultats 1er tour | Résultats 1er tour | Résultats 2e tour | Résultats 2e tour |
| Nom du candidat                                            | Parti                              | Voix               | %                  | Voix              | %                 |
| ---------------------------------------------------------- | ---------------------------------- | ------------------ | ------------------ | ----------------- | ----------------- |
| Didier Mathus, député sortant, maire de Montceau-les-Mines | (PS)                               |                    |                    |                   |                   |
| Marie-Claude Jarrot, conseillère régionale                 | (UMP)                              |                    |                    |                   |                   |
| Fabrice Prudhon                                            | (UDF-Mouvement démocrate)          |                    |                    |                   |                   |
| Christian Launay, conseiller régional                      | (FN)                               |                    |                    |                   |                   |
| Christian Tramoy                                           | (PCF)                              |                    |                    |                   |                   |
| Jean-Paul Bonin                                            | (Verts)                            |                    |                    |                   |                   |
| Marine Lautrou                                             | (Ligue communiste révolutionnaire) |                    |                    |                   |                   |
| Pascal Dessauge                                            | (Lutte ouvrière)                   |                    |                    |                   |                   |
| Daniel Bouffange                                           | (Mouvement pour la France)         |                    |                    |                   |                   |
| Laurent Seignoureu                                         | (Alternative libérale)             |                    |                    |                   |                   |
| Isabelle Girodet                                           | sans étiquette                     |                    |                    |                   |                   |

### 5ecirconscription- (Chalon-sur-Saônecentre)
| Nom du candidat                                                                                              | Parti                              | Résultats 1er tour | Résultats 1er tour | Résultats 2e tour | Résultats 2e tour |
| Nom du candidat                                                                                              | Parti                              | Voix               | %                  | Voix              | %                 |
| --- | ---------------------------------- | ------------------ | ------------------ | ----------------- | ----------------- |
| Dominique Juillot, député sortant, maire de Mercurey                                                         | UMP                                |                    |                    |                   |                   |
| Christophe Sirugue, président du Conseil général, conseiller général pour le canton de Chalon-sur-Saône-Nord | (PS)                               |                    |                    |                   |                   |
| Jean-François Le Guen                                                                                        | (UDF-Mouvement démocrate)          |                    |                    |                   |                   |
| Bernadette Bessire                                                                                           | (FN)                               |                    |                    |                   |                   |
| Marie-Pierre Lebeau                                                                                          | (PCF)                              |                    |                    |                   |                   |
| Marie-Claude Colin-Cordier                                                                                   | (Verts)                            |                    |                    |                   |                   |
| Nessrine Missoum                                                                                             | (Ligue communiste révolutionnaire) |                    |                    |                   |                   |
| Pascal Dufraigne                                                                                             | (Lutte ouvrière)                   |                    |                    |                   |                   |
| Joëlle Juillet, maire de Sainte-Hélène, présidente départementale et responsable régionale du MPF            | (Mouvement pour la France)         |                    |                    |                   |                   |
| Guy Lefebvre                                                                                                 | (Mouvement écologiste indépendant) |                    |                    |                   |                   |
| Josselin Bonnetain                                                                                           | Parti Rachid Nekkaz                |                    |                    |                   |                   |

### 6ecirconscription- (Chalon-sur-Saônesud -Louhans-Bresse)
| Nom du candidat            | Parti                                                               | Résultats 1er tour | Résultats 1er tour | Résultats 2e tour | Résultats 2e tour |
| Nom du candidat            | Parti                                                               | Voix               | %                  | Voix              | %                 |
| -------------------------- | ------------------------------------------------------------------- | ------------------ | ------------------ | ----------------- | ----------------- |
| Arnaud Montebourg, sortant | (PS)                                                                |                    |                    |                   |                   |
| Arnaud Danjean             | (UMP)                                                               |                    |                    |                   |                   |
| Éric Michoux               | (UDF-Mouvement démocrate)                                           |                    |                    |                   |                   |
| Monique Faure-Lafont       | (FN)                                                                |                    |                    |                   |                   |
| Guy Coulon                 | (PCF)                                                               |                    |                    |                   |                   |
| Annick Minnaert            | (Verts)                                                             |                    |                    |                   |                   |
| Fabien Dubois              | (Ligue communiste révolutionnaire)                                  |                    |                    |                   |                   |
| Stéphane Pournin           | (Lutte ouvrière)                                                    |                    |                    |                   |                   |
| Christine de Henezel       | Mouvement pour la France                                            |                    |                    |                   |                   |
| Nicole Beurier             | (Mouvement national républicain)                                    |                    |                    |                   |                   |
| Claude Melancy             | (« Le Trèfle - les Nouveaux Ecologistes - Homme - Nature Animaux ») |                    |                    |                   |                   |

## 89:Yonne

### 1recirconscription- (Auxerre-Puisaye (Bourgogne))
| Nom du candidat                                             | Parti                     | Résultats 1er tour | Résultats 1er tour | Résultats 2e tour | Résultats 2e tour |
| Nom du candidat                                             | Parti                     | Voix               | %                  | Voix              | %                 |
| ----------------------------------------------------------- | ------------------------- | ------------------ | ------------------ | ----------------- | ----------------- |
| Jean-Pierre Soisson, sortant                                | (UMP)                     |                    |                    |                   |                   |
| Mireille Le Corre                                           | (PS)                      |                    |                    |                   |                   |
| Pascal Henriat, conseiller municipal d'opposition d'Auxerre | (UDF-Mouvement démocrate) |                    |                    |                   |                   |
| Richard Jacob                                               | (FN)                      |                    |                    |                   |                   |
| Chantal Dhoukar                                             | (Verts)                   |                    |                    |                   |                   |

### 2ecirconscription- (Avallon-Tonnerre-Migennes)
| Nom du candidat | Parti                     | Résultats 1er tour | Résultats 1er tour | Résultats 2e tour | Résultats 2e tour |
| Nom du candidat | Parti                     | Voix               | %                  | Voix              | %                 |
| --- | ------------------------- | ------------------ | ------------------ | ----------------- | ----------------- |
| Jean-Marie Rolland, sortant                                                                                                   | (UMP)                     |                    |                    |                   |                   |
| Jean-Yves Caullet, ancien député de cette circonscription de 1999 à 2002, maire d'Avallon, vice-président du conseil régional | (PS)                      |                    |                    |                   |                   |
| Juliette Benedetti | (UDF-Mouvement démocrate) |                    |                    |                   |                   |
| Marie-Solange Mansard | (FN)                      |                    |                    |                   |                   |
| Bernard Pesquet | (Verts)                   |                    |                    |                   |                   |

### 3ecirconscription- (Sens)
| Nom du candidat                                                                                              | Parti                                                  | Résultats 1er tour | Résultats 1er tour | Résultats 2e tour | Résultats 2e tour |
| Nom du candidat                                                                                              | Parti                                                  | Voix               | %                  | Voix              | %                 |
| --- | ------------------------------------------------------ | ------------------ | ------------------ | ----------------- | ----------------- |
| Marie-Louise Fort                                                                                            | (UMP)                                                  |                    |                    |                   |                   |
| Daniel Paris, conseiller régional                                                                            | (Parti radical de gauche / Rassemblement de la gauche) |                    |                    |                   |                   |
| Alexandre Bouchier, maire de Saint-Denis-lès-Sens                                                            | (UDF-Mouvement démocrate)                              |                    |                    |                   |                   |
| Édouard Ferrand                                                                                              | (FN)                                                   |                    |                    |                   |                   |
| Alain Ladrange, conseiller municipal d'opposition de Sens, conseiller général pour le canton de Sens-Sud-Est | (PCF)                                                  |                    |                    |                   |                   |
| Jean-Luc Girault                                                                                             | (Verts)                                                |                    |                    |                   |                   |
| Christophe Ben Ali                                                                                           | (Mouvement républicain et citoyen)                     |                    |                    |                   |                   |
| Daniel Vey                                                                                                   | (Ligue communiste révolutionnaire)                     |                    |                    |                   |                   |
| Jocelyne Puget                                                                                               | (Lutte ouvrière)                                       |                    |                    |                   |                   |
| François Lagardette                                                                                          | (Mouvement pour la France)                             |                    |                    |                   |                   |
| Serge Courtin                                                                                                | (CPNT)                                                 |                    |                    |                   |                   |
| Annie Scaniglia-Kermin                                                                                       | (Parti des travailleurs)                               |                    |                    |                   |                   |
| Guy Languillat, maire de Villeneuve-la-Guyard                                                                | divers droite, dissident UMP                           |                    |                    |                   |                   |
| Claude Fèvre                                                                                                 | (La France en action)                                  |                    |                    |                   |                   |